# Retrait des troupes américaines d'Afghanistan
Pour un article plus général, voir Évacuation d'Afghanistan en 2021.
Guerre d’Afghanistan
Le retrait des forces armées américaines d'Afghanistan a lieu le 30 août 2021, concluant ainsi l'opération Freedom's Sentinel et la mission Resolute Support de l'OTAN,. Les États-Unis et les forces alliées ont envahi et occupé le pays en 2001 à la suite des attentats du 11 septembre, débutant ainsi le plus long engagement militaire de l'histoire des États-Unis.
Le 29 février 2020, sur une décision du président Donald Trump, les États-Unis signent avec les talibans l'accord de Doha, dans lequel ils s'engagent à retirer l'ensemble de leurs troupes du pays en échange de l'engagement des Talibans d'empêcher les groupes terroristes tels qu'al-Qaïda d'opérer dans les zones sous leur contrôle.
Le 16 août 2021, le président américain Joe Biden a « défendu fermement » sa décision de retirer les troupes.
Les opérations d'évacuation ont été l'un des plus grands ponts aériens de l'histoire.